# Merril Collection of Speculative Fiction and Fantasy
Le Merril Collection of Speculative Fiction and Fantasy est une collection d'écrits sur la science-fiction, la fantasy et les jeux de rôle qui se trouve à Toronto, Canada.

## Histoire
L'histoire de la collection Merril commence le 10 août 1970 lorsque Judith Merril, écrivain et éditrice de science-fiction, fait don à la Bibliothèque publique de Toronto de sa collection privée d'écrits sur la science-fiction, la fantasy et d'autres textes connexes qui contient environ 5 000 éléments. Cette collection est tout d'abord appelée The Spaced Out Library.
Cette bibliothèque est établie, selon le document signé par les deux parties, comme une référence de littérature spéculative contemporaine, incluant non seulement des romans de science-fiction, mais également des satires, de la poésie, des drames, des essais ainsi que des critiques. Elle est destinée à la fois aux étudiants et au grand public.
En 1975, la collection déménage de Palmerston avenue à St. George Street et augmente de taille, permettant de mieux prendre soin des ouvrages dont le nombre dépasse alors 17 000.
En 1990, son nom change pour devenir officiellement The Merril Collection of Science Fiction, Speculation and Fantasy. Le nombre d'écrits récoltés ne cessant d'augmenter, la collection finit par déménager une fois de plus pour se trouver aujourd’hui dans un immeuble récent de College Street.
La collection Merril est reconnue pour être la principale référence canadienne dans le domaine de la fiction spéculative et l'une des références majeures au niveau mondial pour la culture populaire. Elle est unique de par le fait qu'elle n'est pas ouverte qu'au monde académique, mais également au grand public.

## Collections
Selon son site internet, la collection regroupe des éléments de science-fiction, de fantasy, de fiction en général, concernant entre autres la magie, l'écriture expérimentale, mais également la parapsychologie, les OVNIs et les grandes légendes telles que l'Atlantis.
En détail, sont récoltés :
- Les textes non-fictionnels concernant la science-fiction (tels que les critiques).
- Les ouvrages d'art concernant la science-fiction et la fantasy.
- Les éditions limitées.
- Les manuscrits originaux.
- Toutes formes de correspondances.
- Tous les ouvrages biographiques et bibliographiques sur les auteurs.
- Des éléments audio-visuels et multimédias.
- Des magazines (pulps), dont certains appartenant à l'âge d'or de la SF.
- Plus de 450 bandes dessinées dans le thème SF.
- De très nombreuses versions originales de manuels et scénarios de jeux de rôle.

Tous ces éléments sont soigneusement répertoriés et classés. Un projet a été lancé en 2005 pour publier le catalogue complet de la collection sur internet, ce qui devrait être fait courant 2006. En particulier, une liste de romans parus en séries et/ou en multi-volumes indiquant l'ordre de parution ainsi que l'ordre de lecture conseillé (qui n'est très souvent pas le même !).

## Services
Tous les livres de la collection sont conservés dans des salles spéciales à température et humidité contrôlées, de manière à les préserver pour le futur. Le bâtiment dispose d'une grande salle de lecture, où sont mises à disposition les revues et publications les plus récentes ainsi que de trois salles de travail pouvant être réservées pour des réunions ou des conférences.
Des visites de groupe sont organisées quotidiennement par les employés de la librairie qui se font fort de répondre à toute question concernant les publications SF à travers le monde.

### Événements
La collection Merril organise de nombreux événements autour de la science-fiction tels que des congrès, des expositions graphiques, des concours d'écriture.

## Les amis de la collection
Une organisation s'est formée autour de la collection Merril, appelée The Friends of the Merril Collection (voir site internet plus bas). Ce groupement a pour but de promouvoir et d'aider la collection en particulier par l'édition d'une lettre mensuelle, d'un site internet et de l'organisation de différentes manifestations. Plusieurs écrivains américains célèbres font partie de cette organisation, tels que Neil Gaiman, Lois McMaster Bujold ou Orson Scott Card.